# Собор Святого Иосифа (Гавр)
Собо́р Свято́го Ио́сифа в Га́вре (франц. L'église Saint-Joseph du Havre) — величественный католический собор-мемориал, посвящённый жертвам Второй мировой войны.
Является главной достопримечательностью французского города Гавр, центр которого полностью перестроен после войны. Находится под охраной ЮНЕСКО. Неоготическое культовое сооружение и католический крест, возвышающийся на 107 метров, напоминают нью-йоркский небоскреб Эмпайр-стейт-билдинг. Маяк, который светит ночью, служит судам, заходящим в порт, прекрасным ориентиром.

## История

### Предшественник собора

#### 1870—1873
Идея создания предшественника знаменитого собора пришла в 1863 году пастору местной церкви. В 1868 году началась работа по строительству часовни. Несмотря на Франко-прусскую войну, строители не прекращали свои работы и в 1871 году часовня была завершена. Высота часовни составляла 35 метров, а ширина 14 метров.

#### 1873—1944
После часовни местные священники решили построить более просторный храм. Работы по закладке начались 1 апреля 1873 года. Возведённый храм был открыт для прихожан 5 августа 1877 года. Стоит отметить, что с новым храмом колокольню не строили. Рядом с местом старой часовни оставалась невысокая деревянная колокольня, которая и служила новому храму.
14 июня 1944 года в результате бомбардировки города была разрушена западная часть храма, деревянная колокольня была полностью уничтожена пламенем. В результате второй бомбардировки, когда был уничтожен практически весь город Гавр, 5 сентября того же года, уже повреждённый храм был полностью разрушен.

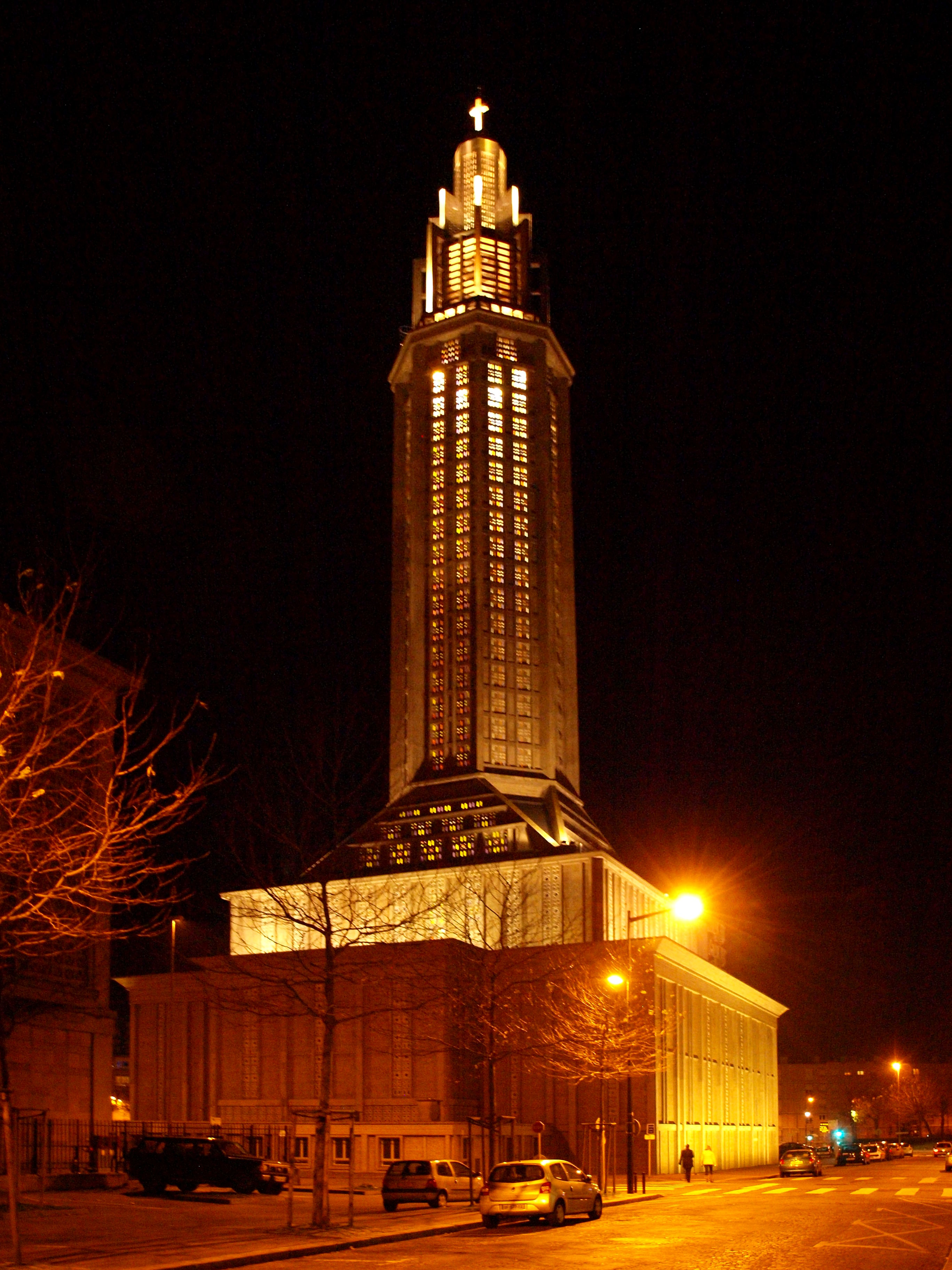
Собор в вечернее время

### Новый Собор
После Второй мировой войны власти приняли решение заново отстроить город Гавр. Огюст Перре был атеистом и поэтому долго шли споры о стилистике собора и его масштабах. Первоначально было несколько идей по архитектуре собора, но победила идея партнера Р.Аудигера. Было принято решение о создании собора-мемориала в форме свечки, как благодарность Богу за восстановление мира. Работа по строительству началась с 21 октября 1951 года с закладки первого камня, после смерти Огюста Перре собор достраивал его партнер, Р. Аудигер. В 1957 году завершается работа над внешней отделкой храма, а в 1961 году собор освящают. В 1965 году собор занесён в реестр исторических памяток. Это было рекордом, так как ещё ни одно здание не удостаивалось такого быстрого исторического признания. В 1997 году собор украсили иллюминацией. В 2003—2005 годах была произведена реконструкция собора на сумму 1,6 млн.евро.

## Архитектура
Собор имеет форму греческого креста и восьмиугольную колокольню высотой 107 метров. Уникальность собора в том, что алтарь в храме находится строго в центре.

### Витражи

Вид колокольни собора изнутри

Витражи колокольни состоят из 12 768 маленьких разноцветных кусочков стекла. Витражи имеют строго геометрическую фигуру и делятся на семь основных цветов: белый, оранжевый, жёлтый, зелёный, фиолетовый, красный и синий. Нижние витражи содержат стёкла более тёмного цвета, верхние более светлого. Также цвета стёкол меняются от стороны света. На восточных витражах преобладают сиреневые, розовые, золотые и зелёные, что символизируют Рождество. На южных витражах: оранжевый, жёлтый и золотой символизируют величие и славу Бога. На западе доминируют розовые и красные стёкла, что символизирует силу и власть, а на севере преобладает синий цвет Богородицы и неба. В результате игры света в общей сложности создается около 50 оттенков цветов.

### Мебель
Мебель в соборе аскетична. Простые дубовые скамейки, четыре исповедальни, пятнадцать посадочных праздничных стульев. Отсутствие помпезной мебели особо подчеркивает структуру и величие собора.

## Технические характеристики
Собор Святого Иосифа поражает своим величием. Высокое здание было сконструировано таким образом, чтобы выдержать бури припортового места и при этом быть изящным и красивым украшением города. Что поражает многих посетителей — это отсутствие в центральной части колонн для поддержания высокой колокольни. Но архитектор благодаря свойствам бетона полностью освободил центральную часть храма. Огюст Перре использовал 50 тысяч тонн бетона и 700 тонн стали. Вся масса здания держится на базовой площади в 2000 кв.м. Фундамент стоит на 16 сваях, длиной в 15 метров, диаметром 1,45 метра. Колокольня имеет вес 1 100 тонн в каждом углу.

## Орган
В 2003 году в собор был доставлен орган. Официально он был открыт для посетителей в 2005 году, после реконструкции собора.

Собор и окружающая застройка
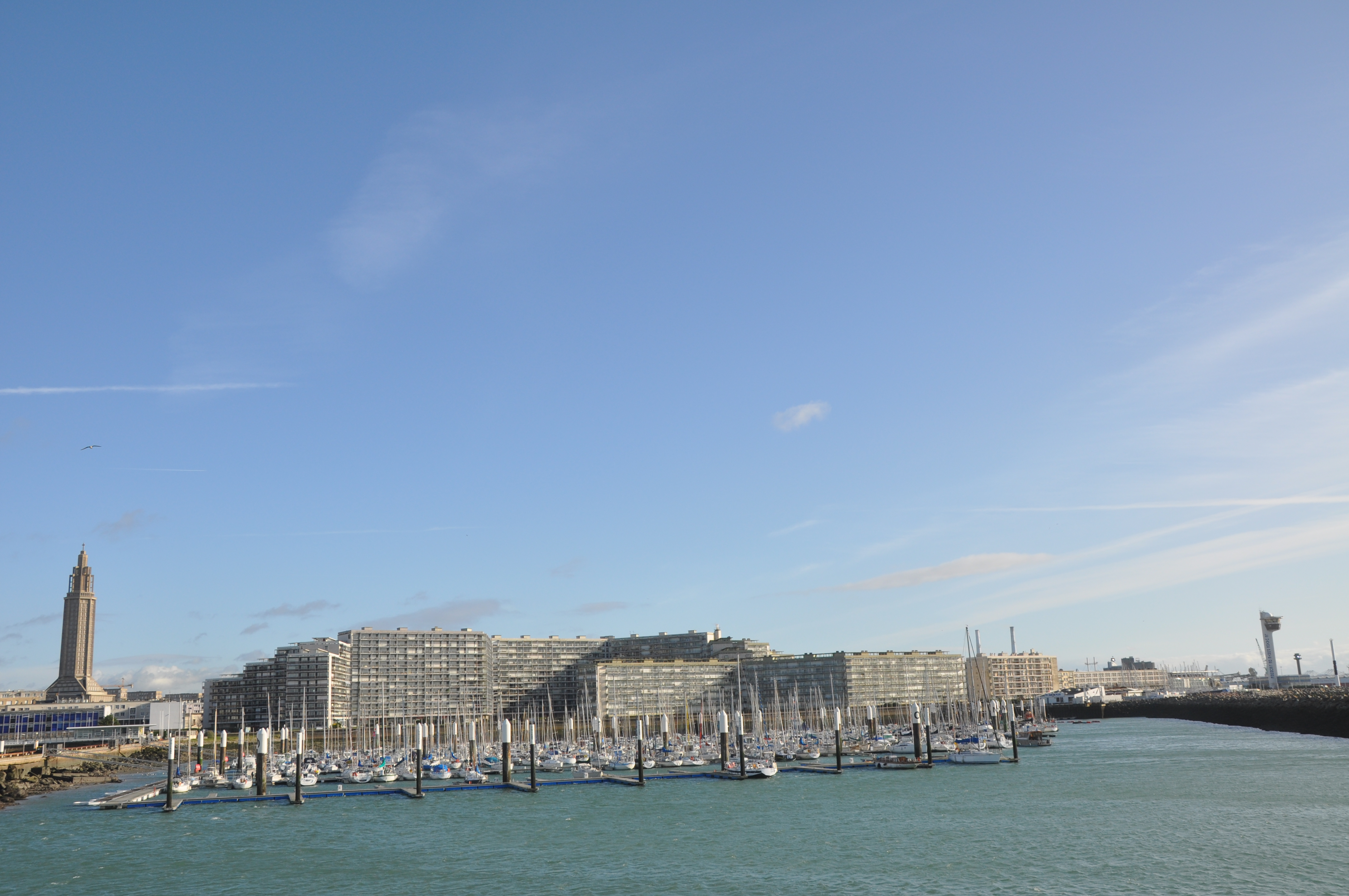
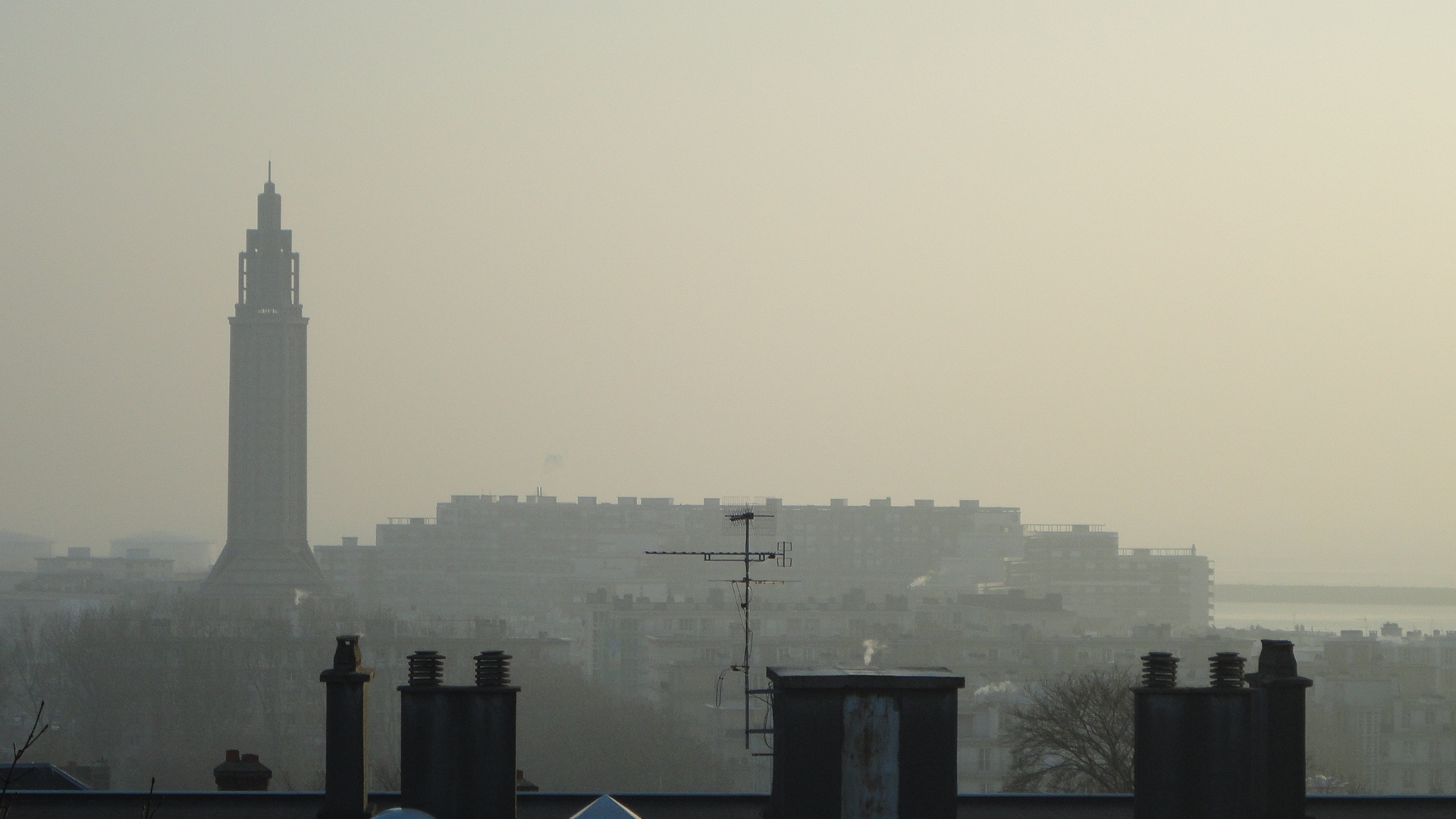